# Michał Wagner
Michał Wagner (zm. 17 września 1863 roku w Warszawie) – uczestnik powstania styczniowego.
Był drukarzem Banku Polskiego. Czynny w czasie manifestacji patriotycznych, pracował w drukarniach tajnych. Członek żandarmerii organizacji narodowej. Oskarżony przez władze rosyjskie o wykonanie wyroku na szpiegu Alfonsie Bosakiewiczu. Skazany na śmierć przez powieszenie. Wyrok wykonano na stokach Cytadeli Warszawskiej.